# Liga Nacional de Futevôlei
Liga Nacional de Futevôlei, ou LNF, é um torneio de Futevôlei, com a participação dos principais clubes brasileiros e a presença de ex-jogadores de futebol que já jogaram por seus clubes além dos melhores atletas profissionais da modalidade disputada nas categorias masculino e feminino.

## Edições

### Masculino
| Ano           | Campeão       | Vice                    | 3º Lugar      | 4º Lugar    |
| ------------- | ------------- | ----------------------- | ------------- | ----------- |
| 2011 Detalhes | Botafogo      | Fluminense              | Santos        | Corinthians |
| 2012 Detalhes | Vasco da Gama | Santos                  | Vitória       | Botafogo    |
| 2013 Detalhes | São Paulo     | Vasco da Gama           | Vitória       | Goiás       |
| 2014 Detalhes | São Paulo     | Corinthians             | Vasco da Gama | Santos      |
| 2022 Detalhes | São Paulo     | Santos                  | Vitória       | Goiás       |
| 2023 Detalhes | Botafogo      | São Paulo Futebol Clube | Vasco da Gama | Vitória     |
| 2024 Detalhes | Botafogo      | São Paulo Futebol Clube | Santos        | Bahia       |

#### Títulos por Clubes
| Clube            | Títulos              | Vices          | 3º lugar             | 4º lugar       |
| ---------------- | -------------------- | -------------- | -------------------- | -------------- |
| São Paulo        | 3 (2013, 2014, 2022) | 2 (2023, 2024) | 0                    | 0              |
| Botafogo         | 3 (2011, 2023, 2024) | 0              | 0                    | 1 (2012)       |
| Vasco da Gama    | 1 (2012)             | 1 (2013)       | 2 (2014, 2023)       | 0              |
| Santos           | 0                    | 2 (2012, 2022) | 1 (2011)             | 1 (2014)       |
| Corinthians      | 0                    | 1 (2014)       | 0                    | 1 (2011)       |
| Fluminense       | 0                    | 1 (2011)       | 0                    | 0              |
| Vitória          | 0                    | 0              | 3 (2012, 2013, 2022) | 1 (2023)       |
| Goiás            | 0                    | 0              | 0                    | 2 (2013, 2022) |
| Atlético Mineiro | 0                    | 0              | 0                    | 0              |
| Grêmio           | 0                    | 0              | 0                    | 0              |
| Internacional    | 0                    | 0              | 0                    | 0              |
| Paraná           | 0                    | 0              | 0                    | 0              |

### Feminino
| Ano           | Campeã        | Dupla campeã                        | Vice-campeã   | Dupla vice                        | 3º Lugar      | 4º Lugar      |
| ------------- | ------------- | ----------------------------------- | ------------- | --------------------------------- | ------------- | ------------- |
| 2009 Detalhes | Vasco da Gama | Bia Silva e Dani Souza              | Flamengo      | Josy Souza e Lana Miranda         | Botafogo      | São Paulo     |
| 2010 Detalhes | Vasco da Gama | Bia Silva e Dani Souza              | Flamengo      | Josy Souza e Lana Miranda         | Botafogo      | São Paulo     |
| 2011 Detalhes | Botafogo      | Barbara de Oliveira e Laninha Souza | Flamengo      | Natália Guitler e Vanessa Tabarez | Vasco da Gama | Santos        |
| 2012 Detalhes | Botafogo      | Barbara de Oliveira e Laninha Souza | Flamengo      | Natália Guitler e Vanessa Tabarez | Vitória       | Santos        |
| 2013 Detalhes | Flamengo      | Natália Guitler e Vanessa Tabarez   | Vasco da Gama | Bia Silva e Dani Souza            | Vitória       | Botafogo      |
| 2014 Detalhes | Flamengo      | Natália Guitler e Vanessa Tabarez   | Vasco da Gama | Bia Silva e Dani Souza            | Vitória       | Botafogo      |
| 2022 Detalhes | Botafogo      | Lane de Souza e Rayana de Souza     | Flamengo      | Natália Guitler e Vanessa Tabarez | Vitória       | Vasco da Gama |
| 2023 Detalhes | Botafogo      | Lane de Souza e Rayana de Souza     | São Paulo     | Natália Guitler e Vanessa Tabarez | Vitória       | Vasco da Gama |

#### Títulos por Clubes
| Clube              | Títulos                    | Vices                            | 3º Lugar                        | 4º Lugar       |
| ------------------ | -------------------------- | -------------------------------- | ------------------------------- | -------------- |
| Botafogo           | 4 (2011, 2012, 2022, 2023) | 2 (2009, 2010)                   | 2 (2013, 2014)                  |                |
| Flamengo           | 2 (2013, 2014)             | 5 (2009, 2010, 2011, 2012, 2022) | 0                               | 0              |
| Vasco da Gama      | 2 (2009, 2010)             | 2 (2013, 2014)                   | 1 (2011)                        | 2 (2022, 2023) |
| São Paulo          | 0                          | 1 (2023)                         | 2 (2009, 2010)                  | 0              |
| Vitória            | 0                          | 0                                | 5 (2012, 2013, 2014, 2022, 2023 | 0              |
| Santos             | 0                          | 0                                | 0                               | 1 (2011)       |
| Brasília Futsal    | 0                          | 0                                | 0                               | 0              |
| Corinthians        | 0                          | 0                                | 0                               | 0              |
| Cruzeiro           | 0                          | 0                                | 0                               | 0              |
| Goiás              | 0                          | 0                                | 0                               | 0              |
| Grêmio             | 0                          | 0                                | 0                               | 0              |
| Internacional      | 0                          | 0                                | 0                               | 0              |
| Praia Clube        | 0                          | 0                                | 0                               | 0              |
| Umuarama Futevôlei | 0                          | 0                                | 0                               | 0              |

#### Títulos por Atletas
| Atleta              | Títulos        | Vices                      |
| ------------------- | -------------- | -------------------------- |
| Natália Guitler     | 2 (2013, 2014) | 4 (2011, 2012, 2022, 2023) |
| Vanessa Tabarez     | 2 (2013, 2014) | 4 (2011, 2012, 2022, 2023) |
| Bia Silva           | 2 (2009, 2010) | 2 (2013, 2014)             |
| Dani Souza          | 2 (2009, 2010) | 2 (2013, 2014)             |
| Bárbara de Oliveira | 2 (2011, 2012) | 0                          |
| Laninha Souza       | 2 (2011, 2012) | 0                          |
| Lane de Souza       | 2 (2022, 2023) | 0                          |
| Rayana de Souza     | 2 (2022, 2023) | 0                          |